# Escuela de Minas de Colorado
La Escuela de Minas de Colorado (en inglés: Colorado School of Mines; informalmente Mines) es una universidad pública de investigación ubicada en Golden, Colorado y fundada en 1874. La escuela ofrece títulos de pregrado y posgrado en ingeniería, ciencias y matemáticas, con especialización en energía y medio ambiente. Si bien la universidad ofrece programas de especialización menores (minors) en humanidades, artes y ciencias sociales, solo posee programas de grado o majors en las áreas STEM (ciencias, tecnología, ingeniería y matemáticas), con excepción de economía. En el semestre de otoño de 2024, la escuela contaba con 8058 estudiantes matriculados, incluyendo 6204 de grado y 1854 de posgrado. En la Clasificación Carnegie de Instituciones de Educación Superior, está catalogada como «R1» entre las universidades con doctorado por su elevada actividad investigadora.

## Historia

Escuela de Minas de Colorado, Jarvis Hall Collegiate School y Escuela de Teología Matthews en 1882

Golden, Colorado, fundada en 1859 como Golden City, funcionó como un centro de suministro para mineros y colonos de la región. En 1866, el obispo George M. Randall de Massachusetts llegó al territorio y, al identificar la necesidad de instituciones de educación superior, comenzó a planificar una universidad que incluiría una escuela de minas. En 1870, Randall inauguró el Jarvis Hall Collegiate School en el edificio central del campus de la Colorado University Schools, justo al sur de Golden. En 1872, complementó esta iniciativa con el Matthews Hall, una escuela de teología, y en 1873, la Escuela de Minas abrió sus puertas bajo el auspicio de la Iglesia Episcopal. Desde 1870, el gobierno territorial apoyó la Escuela de Minas, y en 1874 la incorporó como institución estatal. Desde 1876, cuando Colorado alcanzó la condición de estado, la escuela ha operado como una institución pública, ofreciendo inicialmente matrícula gratuita a los residentes de Colorado. En 1878, incendios destruyeron el edificio principal de Jarvis Hall y Matthews Hall en un lapso de dos días, dejando solo el edificio de la Escuela de Minas en pie. Tras los incendios, la matrícula de la Escuela de Minas creció, atrayendo a prospectores y propietarios de minas. Con un presupuesto de $ 250 dólares, se creó una biblioteca escolar, y se construyó un gimnasio para atender a la creciente población estudiantil.
En la década de 1880, la Escuela de Minas evolucionó hacia una universidad de cuatro años, eliminando su programa de certificación en ensayos. Durante este período, el azul y el plateado se consolidaron como los colores oficiales de la institución. En 1894, se completó el Engineering Hall, el edificio más antiguo del campus, que originalmente albergó los departamentos de física y dibujo técnico, y ahora acoge a la División de Economía y Negocios. En 1895, se fundó la Asociación de Exalumnos, cuyos miembros comenzaron a usar el símbolo del Triángulo de Reuleaux, característico de la escuela. En 1898, Florence Caldwell se convirtió en la primera mujer en graduarse de la Escuela de Minas, obteniendo un título en Ingeniería Civil.
A inicios del siglo XX, la Escuela de Minas cambió oficialmente su nombre a Colorado School of Mines, marcando el comienzo de una etapa de gran inversión en la institución. En 1905, Simon Guggenheim donó $ 80 000 para construir el Salón Guggenheim, que hoy sirve como el edificio administrativo de la escuela. En el cercano Monte Zion, Mines abrió su primera mina experimental, conocida como School Tunnel, para capacitar a ingenieros mineros. En 1921, la escuela adquirió la Mina Edgar, y el School Tunnel original quedó en desuso. En 1919, tensiones entre la Escuela de Minas de Colorado y la Universidad de Denver (DU) escalaron hasta el punto de que estudiantes de Mines tomaron como rehenes a estudiantes de DU y al reportero local Bill Bliss en Golden, lo que llevó al gobernador de Colorado, Oliver Shoup, a amenazar con intervenir. Durante la Segunda Guerra Mundial, la universidad participó en el Programa de Entrenamiento Especializado del Ejército, uno de los 227 programas universitarios seleccionados por el Departamento de Guerra. Este programa capacitó a estudiantes en habilidades prácticas de ingeniería para el servicio militar.
En 2008, la Escuela de Minas de Colorado completó la expansión de su principal centro de cómputo, el Centro de Tecnología y Medios de Aprendizaje (CTLM). En mayo de ese mismo año, la escuela finalizó la construcción e instalación de una supercomputadora apodada «Ra» en el CTLM, gestionada por la Organización de Computación para la Energía de Golden (GECO), una alianza entre la Mines, el Laboratorio Nacional de Energías Renovables, el Centro Nacional para la Investigación Atmosférica y la Fundación Nacional de Ciencias. En 2014, CoorsTek invirtió $ 27 millones en la universidad, lo que permitió abrir en 2017 el Centro CoorsTek de Ciencia Aplicada e Ingeniería, un edificio multidisciplinario en el campus dedicado a actividades académicas y de investigación.

## Campus

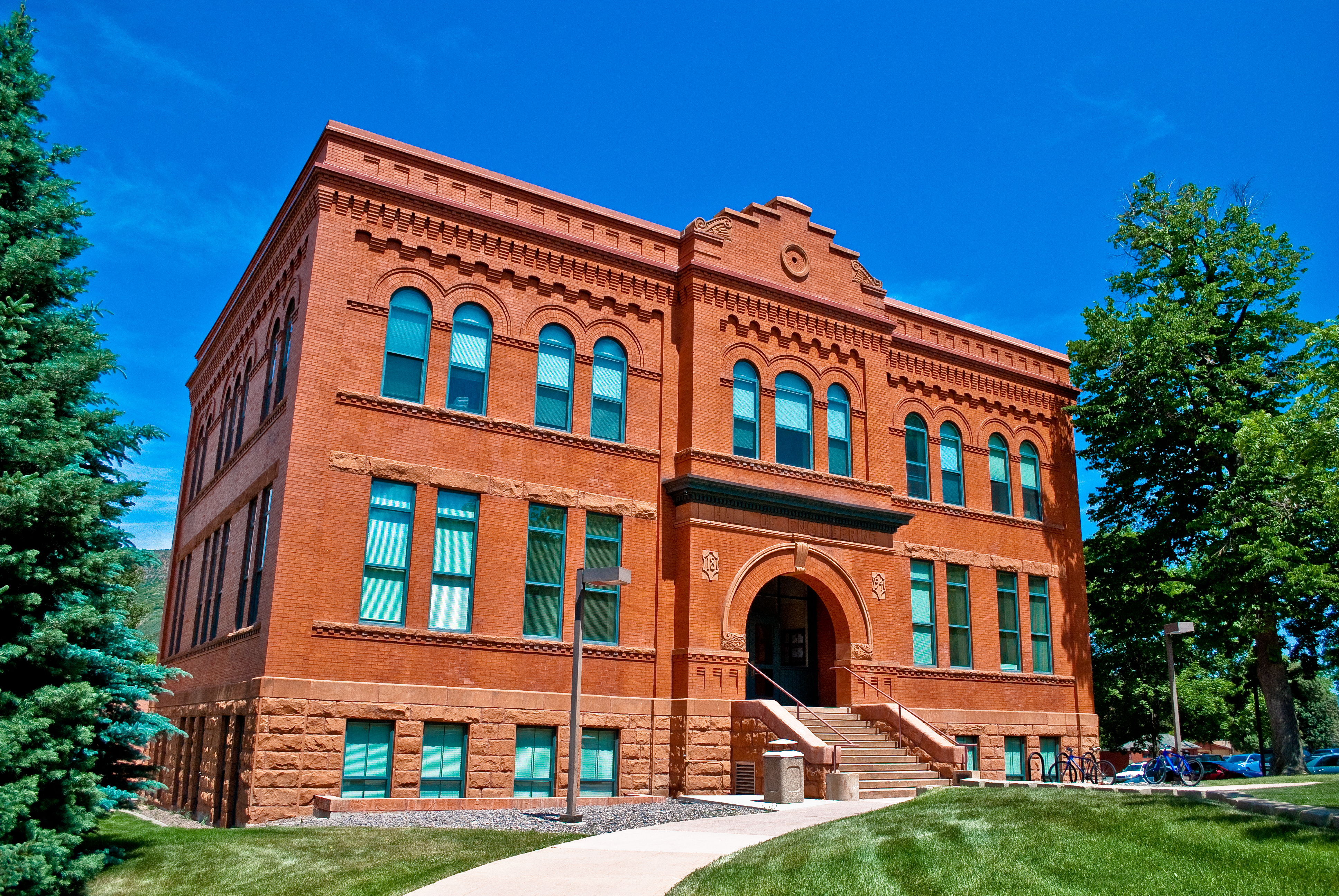
Salón de Ingeniería, construida en 1894

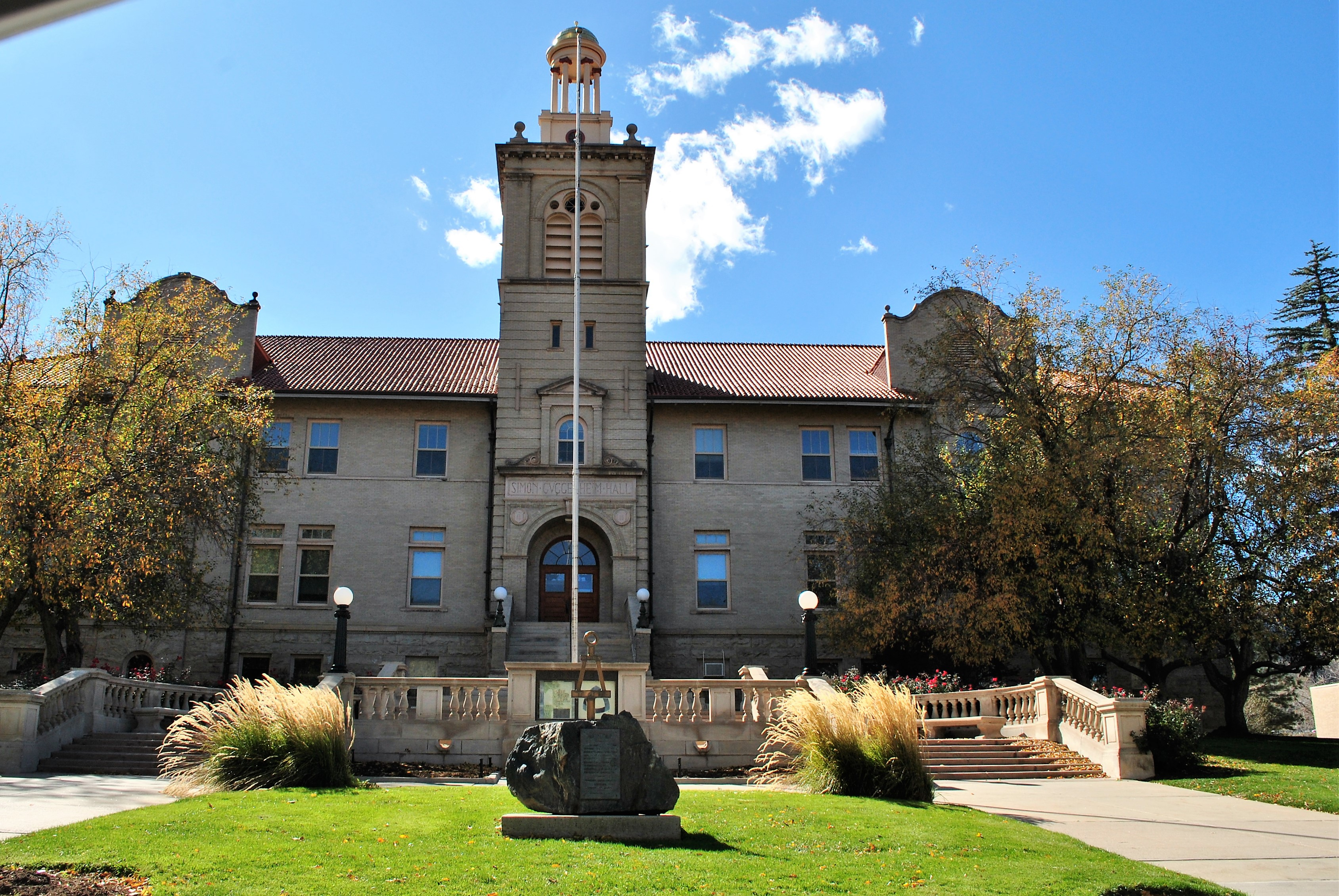
Salón Guggenheim

La Escuela de Minas de Colorado se encuentra al suroeste del centro de Golden, bordeada por la Ruta 6 de Estados Unidos y Clear Creek. El campus abarca una superficie de 1,51 km² e incluye más de una docena de edificios académicos y de investigación, instalaciones deportivas cubiertas y al aire libre, dos centros estudiantiles, una biblioteca, ocho residencias estudiantiles y edificios administrativos. Además, el campus alberga un edificio de investigación del Servicio Geológico de Estados Unidos (USGS), que alberga el Centro Nacional de Información Sísmica. La Escuela de Minas de Colorado también gestiona el Museo de Ciencias de la Tierra de las Minas, con entrada gratuita, que exhibe especímenes de rocas y minerales recolectados en los numerosos distritos mineros de Colorado y de todo el mundo. Entre los objetos destacados de la colección se incluye una de las muestras lunares «Goodwill» del Apolo 17.

### Mina experimental Edgar
La Mina Experimental Edgar es la principal mina educativa propiedad de Mines en Idaho Springs. Originalmente, era una mina de plata y oro fundada en 1870 por la Big Five Mining Company. Fue adquirida por Mines en 1921 tras la quiebra de Big Five. La Mina Edgar se utiliza principalmente para la formación de ingenieros de minas, aunque también es utilizada por diversas agencias estatales y federales para desarrollar una amplia gama de productos y técnicas, incluyendo el programa de detección de túneles del Ejército de los EE. UU., que construyó uno de los dos portales de la mina.
La mina cuenta con un ferrocarril minero en pleno funcionamiento, sistema de internet y un aula. Además de ser utilizada por ingenieros de minas, también es utilizada por estudiantes de ingeniería eléctrica, biológica y civil para diversos proyectos. La propiedad también alberga un laboratorio de explosivos al aire libre utilizado por investigadores y creadores educativos, como los Slow-Mo-Guys. En 2023, la Fundación Freeport-McMoRan donó un millón de dólares para modernizar la mina Edgar.

## Áreas académicas

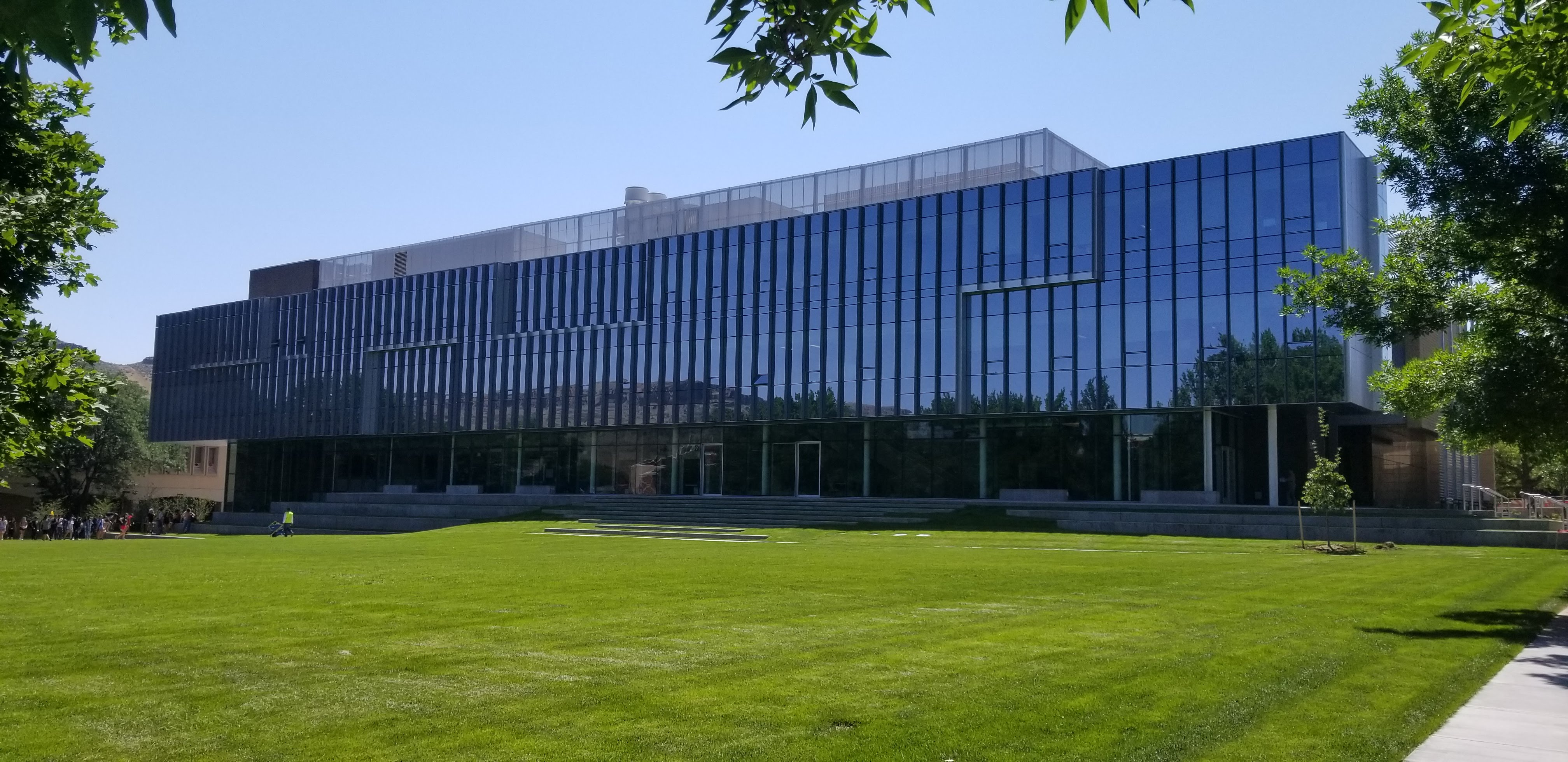
Centro CoorsTek de Ciencias Aplicadas e Ingeniería. Alberga al Departamento de Física y la Oficina del Decano de la Facultad de Ciencias Aplicadas e Ingeniería

### Pregrado
| Área   | Programas académicos |
| ------ | --- |
| Majors | - Biociencias e Ingeniería Cuantitativa - Bioquímica - Ciencias de la Computación - Ingeniería Ambiental - Ingeniería Cerámica - Ingeniería Civil - Ingeniería del Diseño - Ingeniería de la Construcción - Ingeniería de Materiales y Metalurgia - Ingeniería del Petróleo - Ingeniería Eléctrica - Ingeniería Física - Ingeniería Geofísica - Ingeniería Geológica - Ingeniería Mecánica - Ingeniería Minera - Ingeniería Química - Matemáticas Aplicadas y Estadística - Química |
| Minors | - Analítica de Datos en Petróleo - Biología - Ciencia de Datos - Ciencia e Ingeniería Espacial y Planetaria - Ciencias de la Computación - Ciencias Matemáticas - Construcción Subterránea y Túneles - Cultura, Creatividad y Comunicación - Economía - Energía - Enseñanza - Estadística - Estudios de Medio Ambiente y Sostenibilidad - Física - Geofísica / Ingeniería Geofísica - Ingeniería Aeroespacial - Ingeniería Biomecánica - Ingeniería Cuántica - Ingeniería de Explosivos - Ingeniería del Petróleo - Ingeniería Eléctrica - Ingeniería Estructural - Ingeniería Física - Ingeniería Geológica - Ingeniería Informática - Ingeniería Mecánica - Ingeniería Metalúrgica y de Materiales - Ingeniería Minera - Ingeniería para el Desarrollo Comunitario - Ingeniería Química / Biomédica - Investigación de Operaciones - Liderazgo en Responsabilidad Social - Manufactura Aditiva - Matemáticas Computacionales y Aplicadas - Minería Espacial - Música, Ingeniería de Audio y Artes de la Grabación - Negocios y Emprendimiento - Política y Sociedad Global - Química - Robótica y Sistemas Inteligentes - Sostenibilidad del Agua |